# Ложь во спасение (телесериал)
Ложь во спасение (исп. Bendita mentira) — мексиканская 90-серийная теленовелла производства Televisa.

## Сюжет
Эсперанса является горничной дома семьи де ла Мора, где живёт мальчик Диего, но он вырос и предполагает, что отец и мать — его настоящие родители, на самом деле он бывший беспризорник и к жизни относится безответственно. Его отношения с Эсперансой очень враждебные, он порой унижает и презирает её. Каролина, красивая молодая женщина, живущая вместе со своей матерью и сестрой Маргаритой. Вскоре умирает мать Каролины и Маргариты, и её соседка Петрона заменила им мать и всячески поддерживала их. Каролина и Эсперанса сдружились и теперь обе хотят выйти замуж.

## Создатели телесериала

### В ролях
- Анхелика Мария — Эсперанса
- Мариана Леви — Каролина
- Серхио Каталан — Диего де ла Мора
- Ана Патрисия Рохо — Мирейя де ла Мора
- Рамон Абаскал — Фабрисио де ла Мора
- Константино Костас — Давид Грахалес
- Мариана Карр — Мариана
- Алехандра Мейер — Петрона
- Анхелика Вале — Маргарита
- Сульи Кейт — Флора
- Хосе Мария Торре — Бенни
- Марисоль Михарес — Лилиана «Лили» де ла Мора
- Хоэль Нуньес — Саул де ла Мора
- Карла Грэхэм — Джессика
- Эвита Муньос «Чачита» — Гойя
- Эктор Гомес — Эрасмо де ла Мора
- Гильермо Агилар — Фернандо Замбрано
- Сокорро Авелар — Венеранда
- Мария Идалия — Хулия
- Мария Марин — Глория
- Алисия Монтойя — Виртудес
- Габриэла Муррай — Аурора
- Хулио Монтерде — Бенхамин
- Мати Уитрон — Рамона
- Гильермо Ривас — Падре Роке
- Сусана Лосано — Марипас
- Беатрис Мартинес — Амелия
- Серхио Санчес — Эдгардо
- Рикардо Дальмаччи — Анхело Фонтанелли
- Мария Прадо — Руперта
- Рубен Моралес — Рамиро
- Артуро Муньос — Пабло

## Награды и премии
Телесериал был номинирован 4 раза на премию TVyNovelas, из них победу одержала Анхелика Мария в номинации Лучшая ведущая актриса.

## Текст песни из заставки
| Оригинал песни | Песня, переведённая на русский язык                                           |
| --- | ----------------------------------------------------------------------------- |
| Bendita mentira Brotó de tus labios Y aunque yo sabia Que todo era engaño Preferí creerte Para no morirme Para no perderte Segui perdonando. Bendita mentira Que le dio a mi vida La dulce esperanza de amor Que la anima Bendita mentira Que me dio el milagro De verme de nuevo Temblando en tus brazos Bendita mentira Que le dio a mi vida La dulce esperanza de amor Que la anima Bendita mentira Que me dio el milagro De verme de nuevo Temblando en tus labios Bendita mentira mil veces bendita Porque en tus promesas me sigo engañando | Проклятая ложь лилась из твоих губ, и хотя я знала, что всё это было обманом… |

## Перевод на русский язык и показ телесериала в РФ
Телесериал был озвучен телекомпанией ТВ Центр в 1997 году и вскоре был показан на телеканале Столица в 1997—1998 годах.